# Martedì grasso

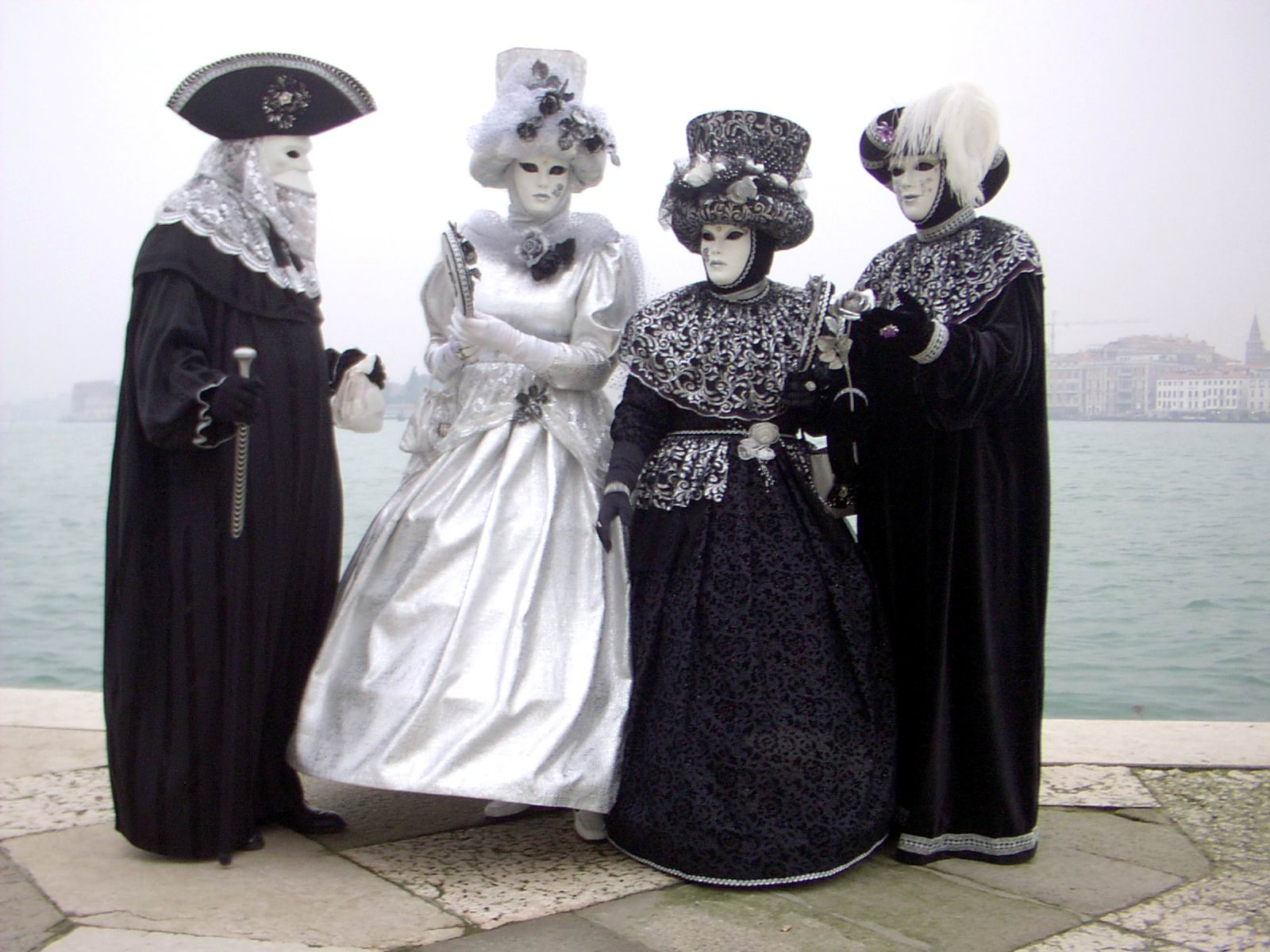
Maschere al Carnevale di Venezia

Il martedì grasso è la festa che conclude la settimana dei sette giorni grassi di carnevale, durante la quale hanno luogo molte celebri sfilate; precede il mercoledì delle ceneri che segna invece l'inizio della Quaresima.

## Descrizione
In Europa, il fatto che l'usanza cristiana di astinenza durante la Quaresima sia meno praticata che nel passato ha fatto perdere al Carnevale il suo antico collegamento all'aspetto religioso. La tradizione voleva infatti che in questa giornata venissero consumati tutti i cibi più prelibati rimasti in casa, che durante la quaresima non potevano essere mangiati, come la carne. Per il fatto che si consumavano cibi grassi, l'ultimo giorno di carnevale è detto martedì grasso. Durante il martedì grasso è usanza mascherarsi in vario modo e sfilare per le strade cittadine; ogni regione italiana ha le sue maschere tipiche.

## Italia
Gran parte della diocesi di Milano segue il rito ambrosiano, secondo il quale la Quaresima ha inizio la domenica seguente al Mercoledì delle ceneri romano. I festeggiamenti sono perciò posticipati di quattro giorni, al sabato grasso o carnevale ambrosiano. 
Nell'arcidiocesi di Lucca i festeggiamenti sono invece tradizionalmente posticipati alla prima domenica di Quaresima, detta tabernella.
In Sardegna il martedì grasso assume vari nomi: a Mamoiada si chiama Martisero, a Ulassai si chiama Martisperri.

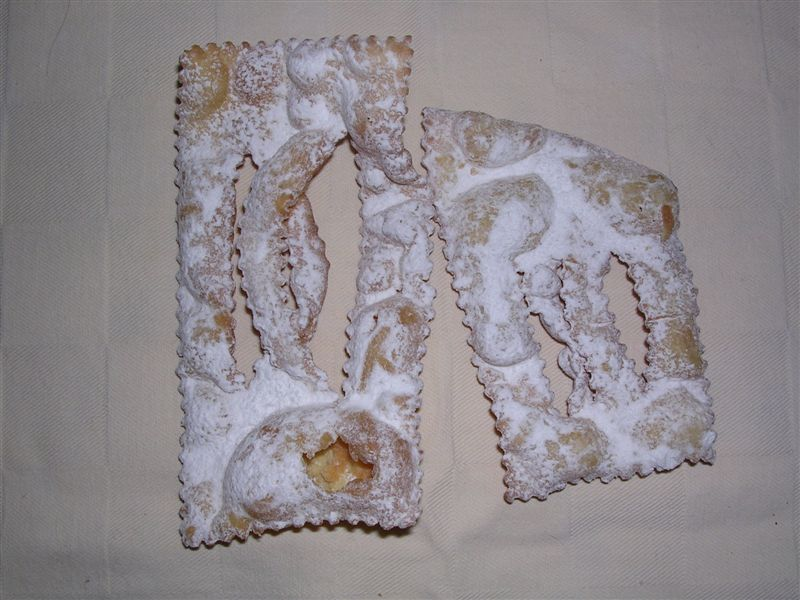
Chiacchiere

Martedì grasso era l'ultimo giorno in cui si potevano gustare i tipici dolci di carnevale tra cui le chiacchiere, note anche come maraviglias, cenci, bugie, stracci, frappe, galani, sossole, cròstoli, fiocchetti, intrigoni e sfrappole nelle diverse regioni italiane.

## Regno Unito e Commonwealth: Shrove Tuesday (Pancake Day)
Il giorno precedente al Mercoledì delle Ceneri è conosciuto come Shrove Tuesday nel Regno Unito e nel Commonwealth britannico. Il termine shrove deriva dal verbo to shrive (= confessarsi, ottenere l'assoluzione).

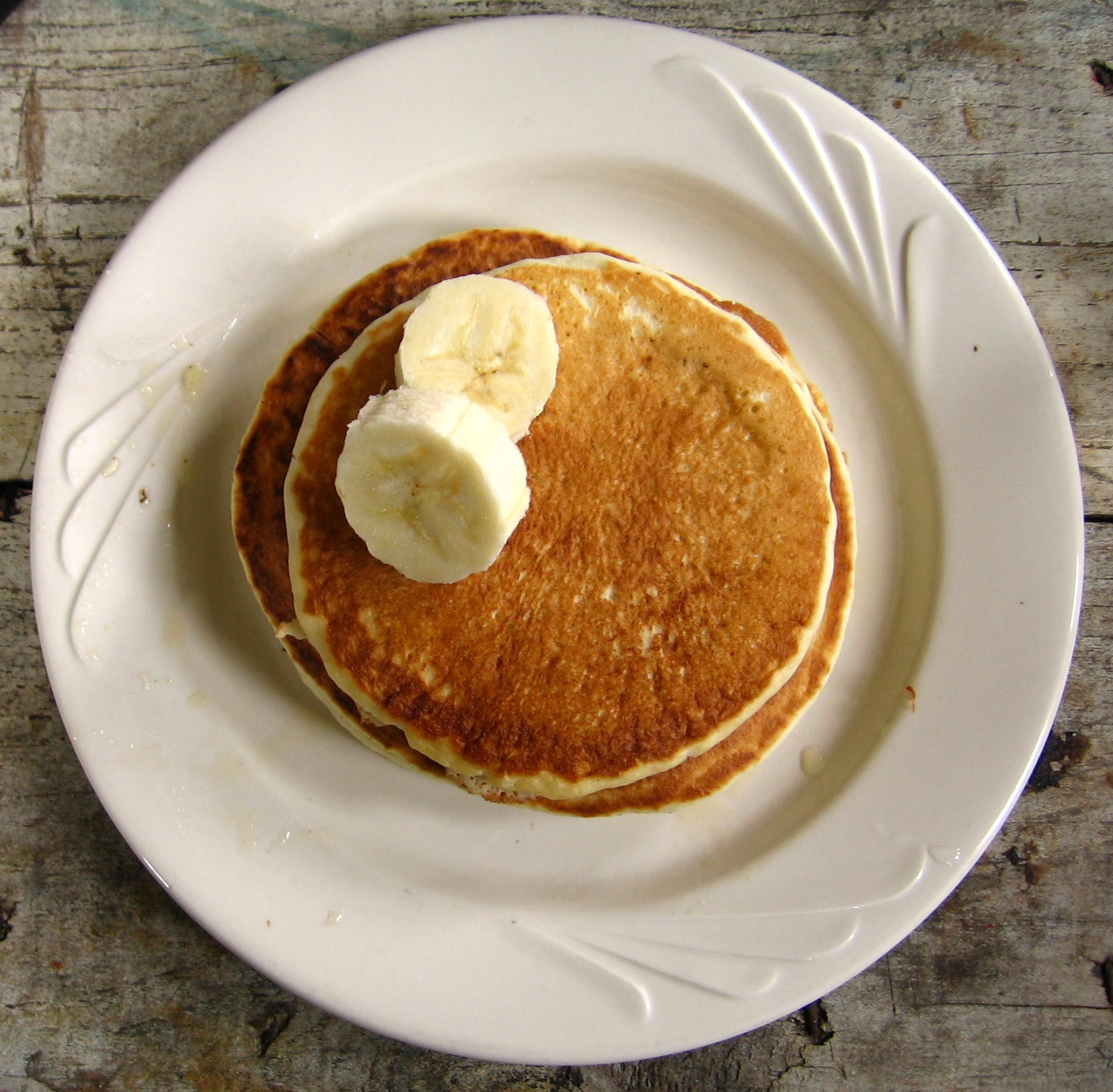
Pancake

Nel Regno Unito, lo stesso giorno, si celebra anche il Pancake Day (Giornata della frittella pancake), in cui vi sono delle vere e proprie competizioni nelle scuole e nei villaggi tra le famiglie in cui, uno dei componenti, deve correre con una padella al cui interno si trova una frittella fredda. Per vincere, mentre si corre, bisogna riuscire a far girare il pancake almeno tre volte durante il tragitto compreso tra la partenza e l'arrivo. Sembra che questa tradizione risalga al XV secolo quando una donna, che stava preparando i pancakes per la festa del martedì grasso, si accorse troppo tardi che le campane della chiesa stavano già suonando per la confessione. Per non perdere tempo s'armò di buona volontà e finì di preparare le sue pancakes lungo la strada, in corsa con il grembiule ancora indossato.

## Stati Uniti
Negli Stati Uniti d'America, il martedì grasso (conosciuto con il termine francese Mardi gras) è una festa importante e sentita nella città di New Orleans.

## Nord Europa

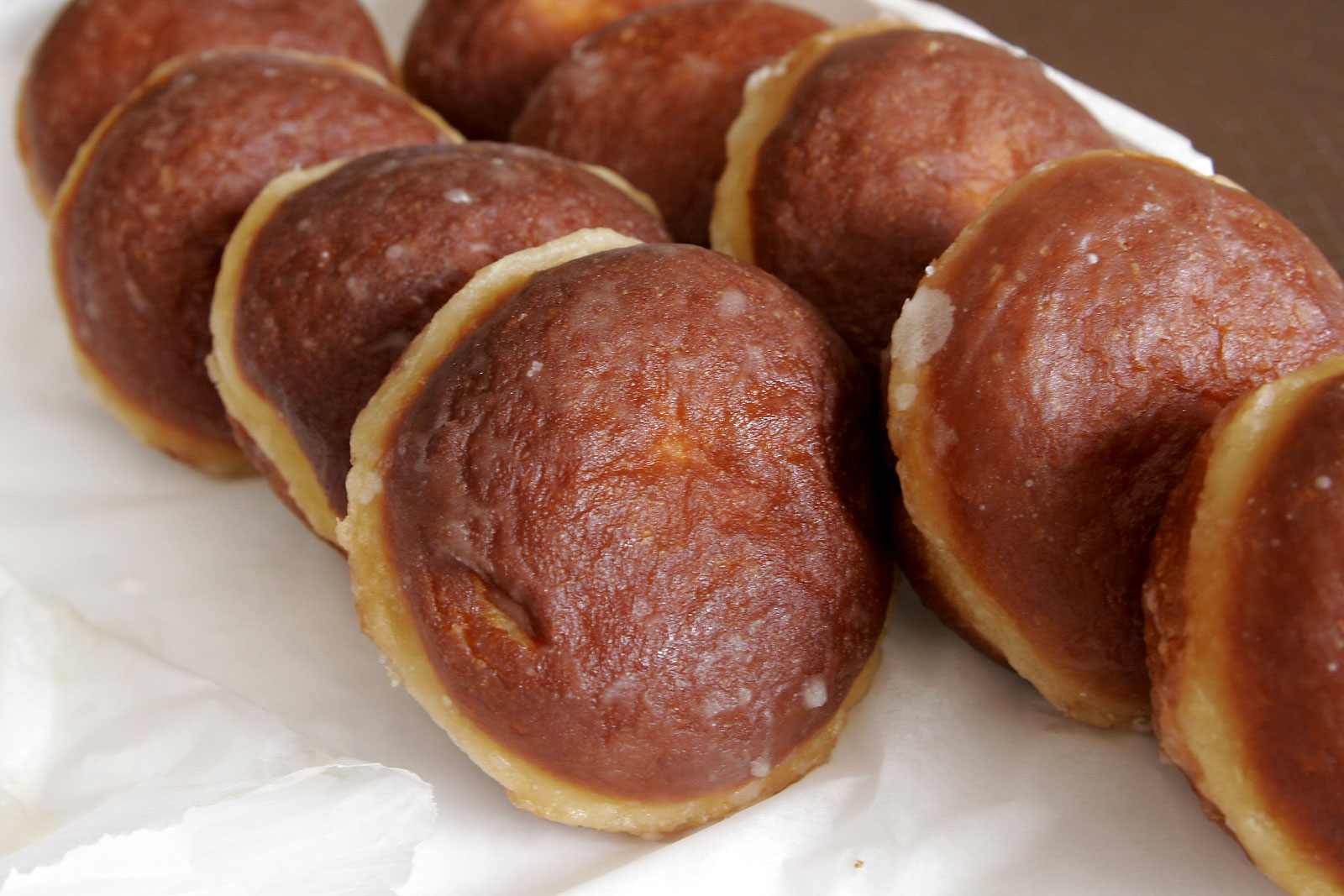
Pączki

In Germania (e in particolare nella valle del Reno), oltre che in quasi tutti i paesi scandinavi, il giorno più importante del Carnevale non è il martedì che precede il Mercoledì delle Ceneri, bensì il lunedì. È conosciuto come Rosenmontag (= lunedì delle rose) in Germania e Bolludagur o Semladag in Svezia dal nome del dolce tipico di questo giorno, il Semla.

## Polonia
In Polonia si festeggia il Tłusty czwartek (letteralmente il giovedì grasso), il giovedì che precede il martedì grasso. Secondo la tradizione, in questo giorno si mangiano i bomboloni alla marmellata di rosa (Pączki).

## Ucraina, Russia e Bielorussia
In Ucraina, Russia e Bielorussia si festeggia la settimana dei Bliny, delle particolari crêpes farcite sia dolci che salate. La nascita deriva dall’antico Impero Russo. Il periodo è detto Maslenica e si svolge  nella settimana immediatamente precedente la Quaresima.

## Date del martedì grasso dal 2010 al 2030
- 2010 - 16 febbraio
- 2011 - 8 marzo
- 2012 - 21 febbraio
- 2013 - 12 febbraio
- 2014 - 4 marzo
- 2015 - 17 febbraio
- 2016 - 9 febbraio
- 2017 - 28 febbraio
- 2018 - 13 febbraio
- 2019 - 5 marzo
- 2020 - 25 febbraio
- 2021 - 16 febbraio
- 2022 - 1º marzo
- 2023 - 21 febbraio
- 2024 - 13 febbraio
- 2025 - 4 marzo
- 2026 - 17 febbraio
- 2027 - 9 febbraio
- 2028 - 29 febbraio
- 2029 - 13 febbraio
- 2030 - 5 marzo